# Afterschool Nightmare
Afterschool Nightmare (放課後保健室?, Hōkago hokenshitsu) è un manga shōjo con temi shōnen'ai di Setona Mizushiro. In Giappone è pubblicato dalla Akita Shoten nella rivista Princess, mentre in Italia è distribuito dalla Star Comics a partire dal gennaio del 2008.
La storia parla delle vicende di Mashiro Ichijo, un liceale intersessuale, e delle relazioni sentimentali che viene ad intrattenere con due dei suoi compagni di classe, un maschio e una femmina.

## Trama
Mashiro è uno studente che frequenta il primo anno di un collegio privato; bello e gentile, è l'idolo delle compagne. Egli però ha un segreto mostruoso, che cerca in tutti i modi di tenere celato: cresciuto come un ragazzo, è in realtà un ermafrodita. Non è né veramente uomo né interamente donna, difatti la metà superiore del suo corpo è maschile, mentre quella inferiore è femminile. Tuttavia Mashiro si considera un uomo a tutti gli effetti e nasconde questa sua stranezza fisica, la quale però lo costringe con gran dispiacere suo e degli amici, a lasciare il club di kendo.
 L'incontro nel corridoio con una delle professoresse cambierà radicalmente la sua esistenza: al piano inferiore dell'istituto scolastico si trova un'infermeria dove si tengono delle lezioni speciali. Gli studenti si trovano a condividere lo stesso sogno/ incubo senza conoscere l'identità gli uni degli altri, ed in competizione tra loro; solo chi riuscirà a trovare una chiave misteriosa segreta potrà diplomarsi. Si hanno tre possibilità, simboleggiate da delle perle, che a causa di uno shock emotivo si romperanno. Quando andrà in pezzi anche l'ultima perla, ci si risveglierà dal sonno e si potrà tentare nuovamente la settimana successiva.
Mashiro capisce che per essere forte ed aggiudicarsi la chiave all'interno dell'incubo dovrà risolvere il proprio conflitto interiore consistente tra il sentirsi uomo e l'essere donna per metà; superare le proprie paure e problemi psicologici irrisolti. Nel frattempo, non riesce a tener nascosto il suo segreto a lungo con la compagna di classe Kureha, la quale inizia a sentirsi attratta da Mashiro (a causa del suo lato più femminile): lei odia tutti gli uomini dopo aver subito violenza sessuale in tenerissima età, quando frequentava ancora l'asilo.
 Anche Sou scopre la verità e si sente affascinato dall'ambigua natura androgina di Mashiro: egli tuttavia ha una misteriosa relazione con la sorella Ai. In realtà ella non è la sua vera sorella, bensì un personaggio di fantasia che si è creato in da quando era bambino per superare il senso di solitudine che lo opprimeva.
Una volta che la chiave viene trovata, gli studenti laureati e tutti gli altri membri della scuola dimenticano la loro esistenza passata. Mentre Mashiro lotta per la piena presa di coscienza della sua identità di genere, cercando di decidere finalmente se egli vuole vivere come un maschio e fidanzarsi con una delle più belle ragazze della scuola, oppure come una femmina.
Nonostante la sua fermezza nell'affermarsi uomo, non riesce a placare il suo istinto femminile che lo porta a tradire Kureha con Sou.
Il capitolo finale rivela la verità: la scuola rappresenta il mondo delle anime di coloro che non sono ancora nati.
 Essa si trova collegata al reparto nascite del mondo reale, ed ogni qualvolta uno degli studenti si diploma, ecco che viene mandato sulla Terra e nasce. Ma nascendo dimenticherà tutto quel ch'è accaduto precedentemente nella scuola. Il fratello gemello di Mashiro è morto proprio poco prima della sua nascita; Mashiro sceglierà di rinascere come donna dopo aver ucciso il proprio io maschile. Diverrà una bambina soddisfatta di sé che conduce una normalissima esistenza ed in questo mondo incontra nuovamente Sou.

## Personaggi

### Protagonisti
Mashiro Ichijo (一条 真白?, Ichijō Mashiro)Mashiro ha cercato di nascondere da sempre la sua natura androgina, decidendo di dare spazio al suo lato maschile e reprimendo quello femminile; anche se rimane costantemente in dubbio sulla sua più autentica identità. È considerato dalle ragazze il "fidanzato ideale": bello, intelligente, gentile e bravo nello sport.
 In realtà Mashiro non è così perfetto come sembra; in continua lotta con se stesso e la sua natura, dovrà fare i conti con le sue paure nel mondo degli incubi posto sotto l'infermeria, cercando di difendere il suo segreto da tutto e tutti... pure da sé stesso. Fa amicizia con Kureha, una sua compagna di classe che odia gli uomini, e si scontrerà con il freddo Sou, l'unico che sembra essersi accorto della sua vera natura; rimane ossessionato da lui in quanto non riesce a sconfiggerlo in un incontro di kendō.
Kureha Fujishima (藤島 紅葉?, Fujishima Kureha)Una ragazza molto carina, ingenua e dolce, ma con una forte avversione per il sesso maschile. Anche se dice di odiare gli uomini, sembra infine affezionarsi molto a Mashiro. Anche lei però, dietro al suo bel viso, nasconde paure che solo nel mondo dei sogni prendono pienamente forma. Pur rifiutando i maschi, fa amicizia con Mashiro (che in ogni caso è metà donna), e piano piano s'innamora di lui. Sembra invece non sopportare Sou, che vuole in qualche modo mettersi di traverso tra i due.
Sou Mizuhashi (水橋 蒼?, Mizuhashi Sō)Un ragazzo molto bello, però dal carattere arrogante e freddo, che non si è mai innamorato fino ad allora di nessuna ragazza, pur avendone avute parecchie. Sembra però affascinato dalla natura androgina di Mashiro, nei cui confronti sorge un sentimento di protezione; sarà lui infatti il primo a scoprire il segreto del ragazzo, e dichiarerà il suo amore per lui/lei cercando al contempo di fargli capire e convincerlo del fatto che in realtà è una ragazza. Nel secondo volume si viene a sapere che ha perduto la verginità con la sorella maggiore.
Ai Mizuhashi (水橋 蓝?, Mizuhashi Ai)la misteriosa ragazza vestita in stile Gothic Lolita con un orsacchiotto in mano che all'inizio aiuta Mashiro nel mondo dei sogni. Sorella di Sou, con un forte complesso verso di lui, fra loro c'è anche un rapporto d'amore incestuoso un po' sadico. In realtà, la ragazza è solo una proiezione dell immaginario mentale di Sou; è cioè una sorta di spettro, "creata" in tal modo per compensare il fatto che la sua vera sorella lo aveva tradito quando egli era ancora un bambino.

### Personaggi secondari
- L'infermiera: figura misteriosa il cui vero nome non viene mai rivelato, che accompagna gli studenti nella cantina dell'infermeria di modo che possano partecipare alla "classe speciale" settimanale. Conosce tutti gli studenti e i loro problemi; è diversa per ogni studente e prende la forma della madre d'ognuno di loro. L'ingresso al seminterrato dell'infermeria è consentito ed accessibile solamente per i membri della classe speciale.
- Il Cavaliere: questa misteriosa figura appare nel mondo dei sogni. Anche lui è in cerca della "chiave", e in particolar modo, sembra avercela con Mashiro. La sua identità è ignota, ma Mashiro è convinto che dietro l'armatura si nasconda So.
- Itsuki Shinohome: bambino prodigio dell'età di 13 anni.
- Shinbashi: innamorato di Kureha, si accontenta però di guardarla da lontano, non potendo avvicinarsi a lei a causa del rifiuto che questa prova nei confronti dei maschi. È inoltre anche amico e confidente di Mashiro.
- Asuka Suo: una bellissima ragazza il cui viso è rimasto sfregiato a seguito di un incidente che le ha anche ferito le gambe, costringendola in una sedia a rotelle.
- Koichiro Kurosaki: senpai di Sou e Mashiro al club di kendo, viene ritratto come una persona molto gentile e comprensiva; è figlio del presidente d'un'importante società.
- Ebizawa: compagna di classe di Mashiro e Kureha, è lei che crea la maggior parte dei pettegolezzi che circolano per la scuola.
- Sumida: ragazzo che frequenta il club di kendo e amico di Sou.

## Manga

### Volumi
| Nº | Titolo italiano Giapponese 「Kanji」 - Rōmaji                            | Data di prima pubblicazione              | Data di prima pubblicazione |
| Nº | Titolo italiano Giapponese 「Kanji」 - Rōmaji                            | Giapponese                               | Italiano                    |
| 1  | Afterschool Nightmare 1 「放課後保健室 第1巻」 - Hōkago Hokenshitsu 1    | 22 dicembre 2004 ISBN 978-4-253-19441-9  | 22 gennaio 2008             |
| 2  | Afterschool Nightmare 2 「放課後保健室 第2巻」 - Hōkago Hokenshitsu 2    | 16 maggio 2005 ISBN 978-4-253-19442-6    | 20 febbraio 2008            |
| 3  | Afterschool Nightmare 3 「放課後保健室 第3巻」 - Hōkago Hokenshitsu 3    | 16 settembre 2005 ISBN 978-4-253-19443-3 | 20 marzo 2008               |
| 4  | Afterschool Nightmare 4 「放課後保健室 第4巻」 - Hōkago Hokenshitsu 4    | 16 gennaio 2006 ISBN 978-4-253-19444-0   | 21 aprile 2008              |
| 5  | Afterschool Nightmare 5 「放課後保健室 第5巻」 - Hōkago Hokenshitsu 5    | 16 giugno 2006 ISBN 978-4-253-19445-7    | 21 maggio 2008              |
| 6  | Afterschool Nightmare 6 「放課後保健室 第6巻」 - Hōkago Hokenshitsu 6    | 16 novembre 2006 ISBN 978-4-253-19446-4  | 19 giugno 2008              |
| 7  | Afterschool Nightmare 7 「放課後保健室 第7巻」 - Hōkago Hokenshitsu 7    | 16 marzo 2007 ISBN 978-4-253-19447-1     | 21 luglio 2008              |
| 8  | Afterschool Nightmare 8 「放課後保健室 第8巻」 - Hōkago Hokenshitsu 8    | 13 luglio 2007 ISBN 978-4-253-19448-8    | 20 agosto 2008              |
| 9  | Afterschool Nightmare 9 「放課後保健室 第9巻」 - Hōkago Hokenshitsu 9    | 16 ottobre 2007 ISBN 978-4-253-19449-5   | 18 settembre 2008           |
| 10 | Afterschool Nightmare 10 「放課後保健室 第10巻」 - Hōkago Hokenshitsu 10 | 16 gennaio 2008 ISBN 978-4-253-19450-1   | 21 ottobre 2008             |